# Andrzej Narloch
Andrzej Narloch – polski językoznawca, doktor habilitowany nauk humanistycznych. Specjalizuje się w językoznawstwie rosyjskim. Profesor uczelni w Instytucie Filologii Wschodniosłowiańskich na Wydziale Neofilologii Uniwersytetu im. Adama Mickiewicza w Poznaniu, gdzie pełni funkcję kierownika Zakładu Języka Rosyjskiego. Od 1 października 2024 dziekan tego Wydziału (w latach 2016–2024 był prodziekanem ds. studenckich).
Stopień doktorski uzyskał w 1999 na podstawie pracy pt. Aktywizacja substantywnych grup wyrazowych z przyimkiem we współczesnym języku rosyjskim (promotorem był prof. Jerzy Kaliszan). Habilitował się w 2014 na podstawie oceny dorobku naukowego i rozprawy pt. Nazwy barw w języku rosyjskim i polskim. Aspekty strukturalno-semantyczny, terminologiczny i kognitywny. 